# Pont ferroviaire d'Antonivka
Le pont d'Antonivka (ukrainien : Антонівський залізничний міст) est un pont ferroviaire qui enjambe le Dniepr entre Antonivka et Olechky, en amont et à l'est de Kherson, permettant de relier les rives nord et sud du fleuve, en aval de la Centrale hydroélectrique de Kakhovka.

## Histoire
Il est indispensable pour les lignes Odessa-Kherson-Djankoï. Commencé en 1930 il ne fut ouvert à la circulation que le 12 décembre 1954.
Le pont a une importance stratégique pour les transports et le manque d'infrastructures pour franchir le fleuve.

## Caractéristiques

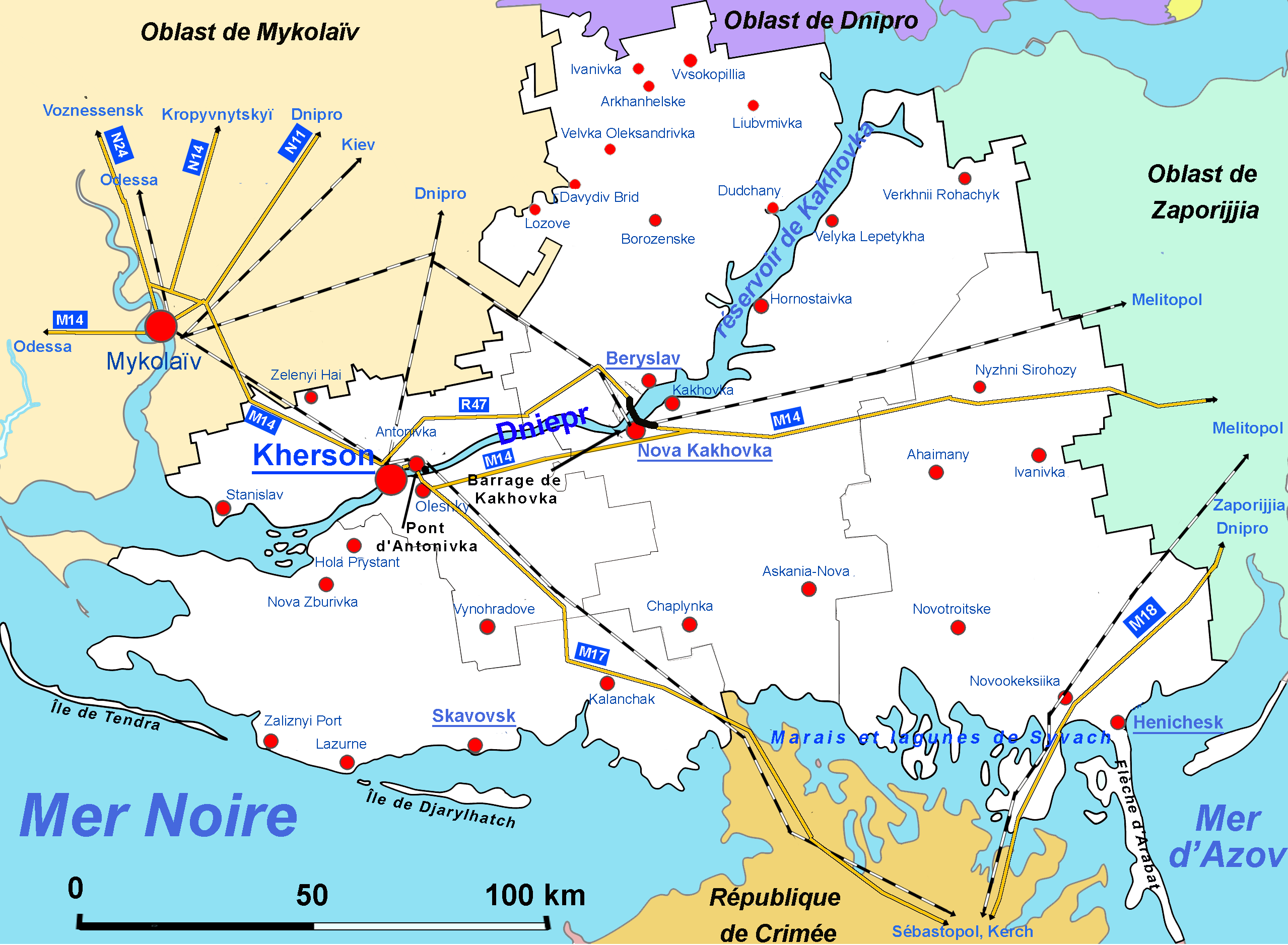
Situation de Kherson, agglomérations de l'oblast (région) de Kherson (fond blanc), principaux axes routiers et lignes ferroviaires.